# Sinfonia em Branco, N.º3
Sinfonia em Branco, N.º3 (em inglês: Symphony in White, No. 3, é uma pintura do artista norte-americano James McNeill Whistler. A pintura mostra duas mulheres vestidas de branco, uma a descansar num sofá e a outra sentada no chão. O modelo do sofá é Joanna Heffernan, amante do artista.Ao designar o quadro por Symphony in White, No. 3, Whistler tinha a intenção de salientar a sua filosofia artística de artes correspondentes, inspirada pelo poeta Charles Baudelaire. A presença de um leque no chão revela a influência do Japonismo, um estilo artístico  em voga na Europa naquela época. Whistler também foi influenciado pelo seu colega e amigo Albert Joseph Moore, e os seus trabalhos apresentam muitas semelhanças.
Apesar de Whistler ter iniciado a pintura em 1865, esta só estaria pronta para ser exibida em 1867, quando foi exposta na Academia Real Inglesa. Os seus colegas ficaram impressionados pela pintura, mas nem todos os críticos perceberam na totalidade a ligação entre a pintura e o seu título. Uma análise ao trabalho questionou a presença de outras cores para além da branca, uma crítica que levou Whistler a responder através de uma carta sarcástica e mordaz. Anos mais tarde, um antigo aluno de Whistler, Walter Sickert, criticou a pintura escrevendo que era "o ponto mais baixo do estilo antigo, perante o nascimento do novo."

## Artista e modelo
James Abbott McNeill Whistler nasceu nos Estados Unidos em 1834, filho de George Washington Whistler, um engenheiro ferroviário. Em 1843, o seu pai foi trabalhar para São Petersburgo, Rússia, para onde levou família, e onde James frequentou aulas de pintura. Depois de um tempo em Inglaterra, James voltou ao Estados Unidos para cumprir o serviço militar em West Point em 1851. Em 1855, regressou à Europa determinado a dedicar-se à pintura. Foi viver para Paris, mas em 1859 mudou-se para Londres, onde permaneceria o resto da sua vida. Ali conheceu Dante Gabriel Rossetti e outros membros da Irmandade Pré-Rafaelita, os quais teriam uma profunda influência em Whistler.
É em Londres que Whistler conhece Joanna Hiffernan, o modelo que tornar-se-ia sua amante. A sua relação é descrita como um "casamento sem benefício do clero." Em 1865, Whistler já tinha utilizado Joanna como modelo em outras pinturas como Sinfonia em Branco, N.º1: A Rapariga Branca e Sinfonia em Branco, N.º2: A Pequena Rapariga Branca. Hiffernan terá tido uma forte influência em Whistler; o seu cunhado, Francis Seymour Haden recusou um convite para jantar no Inverno de 1863–64 devido à sua presença muito dominante em casa. Em Janeiro de 1864, a mãe de Whistler, Anna – mais tarde retratada na pintura Arranjo em Cinza e Preto nº1 – chegou a Londres para ir viver com o seu filho. Desta fprma, Heffernan teve sair do apertamento, e apenas ia lá como modelo. Ainda assim, a presença de Heffernan não agradava à mãe de Whistler, e o relacionamento entre ambas as mulheres tornou-se tensa.

## Elaboração e recepção
Whistler começou a criar Symphony in White, No. 3 por volta de Julho de 1865. Foi a última pintura na qual Heffernan serviu de modelo. O pintor utilizou Milly Jones, mulher de um amigo actor, como segundo modelo para a pintura. Em meados de Agosto, já tinha um esboço pronto, e continuou a trabalhar no retrato durante Setembro. Whistler manteve-se dedicado à pintura, mas só em 1867 é que o considerou como finalizado. Pintou por cima do "5" na data e alterou-a para "7", para assinalar as mudanças que tinha feito. Em Março de 1867, William Michael Rossetti escreveu que tinha visto o quadro no estúdio de Whistler, e mencionou que ele se chamava The Two Little White Girls (As duas Meninas Brancas)). Em seguida, passou a ser exibida na Real Academia.
O trabalho foi bastante apreciado pelos colegas de Whistler, incluindo Henri Fantin-Latour, Alfred Stevens, James Tissot e Edgar Degas. Para este último, a pintura serviu de inspiração para o seu retrato de Eugénie Fiocre no ballet La Source. Alguns críticos, contudo, ficaram confusos com o título. Philip Hamerton, escrevendo para o Saturday Review em 1 de Junho de 1867, salientou:
Em Symphony in White No. III. do Sr. Whistler, há muitas variedades delicados de matiz, mas não é exactamente um sinfonia em branco. Uma das senhoras tem um vestido amarelado e cabelo castanho, e parte de uma fita azul, a outra tem um leque vermelho e há flores e folhas verdes. Há uma rapariga de branco num sofá de branco, mas até mesmo esta rapariga tem o cabelo arruivado; e, claro, vê-se um pouco de cor de carne nas suas feições.
Whistler era sempre agressivo na sua resposta aos críticos. Ele escreveu uma carta ao editor, que o jornal não a incluiu, de início, sendo mais tarde incluída pelo próprio Whistler no seu livro The Gentle Art of Making Enemies:
Que agradável que esta profunda conversa acabe por encontrar o seu lugar numa impressão!...Bom Deus! será que esta sábia pessoa esperava cabelo branco e caras pálidas? E será que ele, nas suas surpreendentes conclusões, acredita que uma sinfonia em Fá só contém essa nota, e que a repete Fá, Fá, Fá? . . . Tolo!
A pintura foi comprada pelo coleccionador de arte Louis Huth que, mais tarde, contrataria Whistler para pintar um retrato da sua esposa. Actualmente, encontra-se na posse do Instituto de Belas-Artes de Barber, em Birmingham, Inglaterra.

## Composição e interpretação
Symphony in White, No. 3 mostra Heffernan reclinada num sofá com a sua cabeça a descansar sobre a sua mão, enquanto Jones está sentada no chão, apoiada no sofá. No chão está um leque e uma planta com flores brancas à direita. O leque é um elemento oriental e uma expressão da tendência conhecida como Japonismo, muito em voga na arte europeia na época. Naquela altura, Whistler estava muito influenciado pelo seu amigo e colega Albert Joseph Moore. A pintura apresenta semelhanças com o trabalho contemporâneo de Moore A Musician, embora, naquela época, como os dois artistas trabalhavam juntos, se torna difícil de dizer quem influenciou quem.
Mais tarde, o pintor Walter Sickert – um estudante de Whistler –  descreveria a pintura de forma pouco lisonjeadora. Em Dezembro de 1908, cinco anos após a morte de Whistler, escreveu na Fortnightly Review:
Em 'Symphony in White, No. 3,' temos uma cambalhota. Uma má pintura, ... mal composta, mal desenhada, mal pintada, o ponto mais baixo do estilo antigo, perante o nascimento do novo. As obras dos vestidos são transmitidas pelas faixas de pintura na mesma direcção das próprias dobras, com contornos pesados. Apenas os pintores podem entender a profunda infâmia técnica nesta última descrição. Isto significa que as vestes deixam de estar pintadas, apenas subentendidas.
Para Whistler, no entanto, a pintura não era antiquada, antes uma expressão de algo novo e inovador. Ao chamá-la de Symphony in White, No. 3, Whistler destacou a sua ênfase na composição, e não no sujeito envolvido. A utilização de um título de natureza musical mostra, também uma expressão da teoria das artes correspondentes, uma ideia desenvolvida pelo poeta francês Charles Baudelaire. Esta tendências tornaram-se cada vez mais dominantes na arte de Whistler ao longo do tempo. As suas duas pinturas anteriores, Symphony in White, No. 1 e Symphony in White, No. 2, designavam-se por The White Girl e The Little White Girl, respectivamente. Inicialmente, Whistler tinha a intenção de designar o seu trabalho por Two Little White Girls, mas o desenvolvimento da sua filosofia artística fê-lo mudar de ideias, e na altura da sua primeira exibição, o nome da pintura já tinha a actual designação.